# 竹本ゆかり
竹本 ゆかり（たけもと ゆかり、1955年4月27日 - ）は、日本の元競泳選手、政治家。2021年現在は中川 ゆかり（なかがわ ゆかり、旧姓:竹本）として、坂町議会議員、同議会副議長を務めている。

## 経歴・人物
広島県安芸郡坂町出身。
1968年メキシコシティーオリンピックに当時夏季五輪日本人最年少の13歳6ヶ月で100m・200m平泳ぎで出場。1972年ミュンヘンオリンピックにも4×100mフリーリレーと200m・400m個人メドレーに出場したが、いずれも予選で敗退。
現役を引退した後、2011年の第17回統一地方選挙で執行された坂町の町議会議員選挙に出馬し、初当選を果たす。その後、2015年と2019年の選挙でも当選して現在は3期目を務め、現在は町議会副議長に就いている。